# Boophilus
Boophilus (лат.) — подрод в составе рода Rhipicephalus клещей из семейства иксодовых.
У всех фаз дуговая анальная борозда и краевые фестоны отсутствуют. В мировой фауне известно 7 видов, по другим данным 5 видов.
Тип подстерегания пастбищный и пастбищно-стойловый. Цикл развития однохозяинный. Преимущественно паразиты копытных. Три вида перешли к паразитированию на скоте, и причиняют значительный вред животноводству.
В фауне бывшего СССР один вид Boophilus annulatus (Say, 1821).
Все виды рода Boophilus образуют компактную в морфологическом и биологическом отношении группу клещей. Это — мелкие, однохозяинные клещи, их развитие проходит от личинки до имаго на теле хозяина. Основной хозяин — крупный рогатый скот, Boophilus kohksi отдаёт предпочтение овцам и козам. Это способствовало широкому распространению клещей по земному шару из мест происхождения. Первичным ареалом Boophilus annulatus вероятно, было Средиземноморье, а Boophilus microplus — Южная Азия, откуда с домашним скотом, были завезены в Америку, Африку и Австралию. Клещи этого рода, в силу своей высокой численности и передачи многих заболеваний сельскохозяйственных животных объект внимания ветеринаров и животноводов.

## Список видов
- Boophilus annulatus (Say, 1821)
- Boophilus decoloratus (Koch, 1844)
- Boophilus geigyi (Aeschlimann et Morel, 1965)
- Boophilus kohksi (Hoogstraal et Kaiset, 1960)
- Boophilus microplus (Canestrini, 1887)

По данным Филипповой Н. А.выделяют три подрода:
- Boophilus (s. str, Curtice, 1981)
- Palpoboophilus (Minning, 1934)
- Uroboophilus (Minning, 1934)